# كارلوس إنريكي ماير
كارلوس إنريكي ماير (بالإسبانية: Enrique Meyer)‏ هو رائد أعمال أرجنتيني، ولد في 1953 في راموس ميخيا في الأرجنتين.